# フレデリック・ラウ
フレデリック・ラウ（Frederick Lau、1989年8月17日 - ）は、ドイツの俳優。

## 出演作品
- 飛ぶ教室 Das fliegende Klassenzimmer (2003) - マッツ
- THE WAVE ウェイヴ Die Welle (2008) - ティム
- 血の伯爵夫人 The Countess (2009)
- ラコニア号 知られざる戦火の奇跡 The Sinking of the Laconia (2011)
- コーヒーをめぐる冒険 Oh Boy (2012) - 不良青年リーダー
- ヴィクトリア Victoria (2015) - ゾンヌ
- スターファイター 未亡人製造機と呼ばれたF-104 Starfighter – Sie wollten den Himmel erobern (2015) - リッチー・ヴァイヒェルト中尉
- ちいさな独裁者 Der Hauptmann (2017) - キピンスキー